# Sharka
La sharka ou Plum pox virus (PPV) est la maladie virale la plus dévastatrice du genre Prunus. La maladie trouve son origine en Bulgarie, sous le nom de sharka (шарка), qui signifie variole en bulgare. Découverte sur des pruniers en 1916 ou 1917 près de la frontière bulgaro-yougoslave, cette maladie s'est vite propagée dans les vergers des pays voisins. Son origine virale a été établie en 1933 par un chercheur bulgare, Dimitar Atanasov.

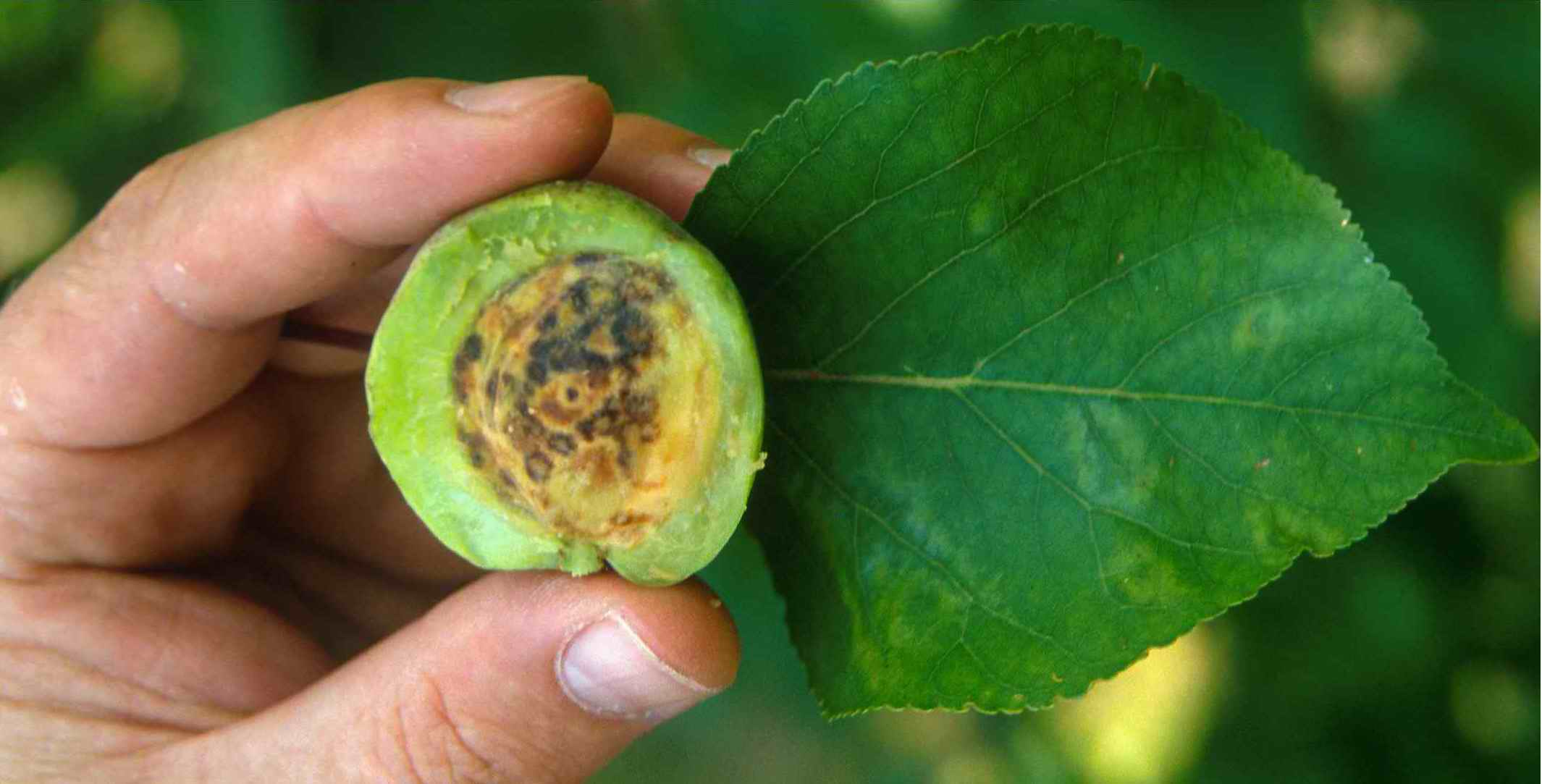
Intérieur d'un abricot et feuille atteints par la sharka.

## Description

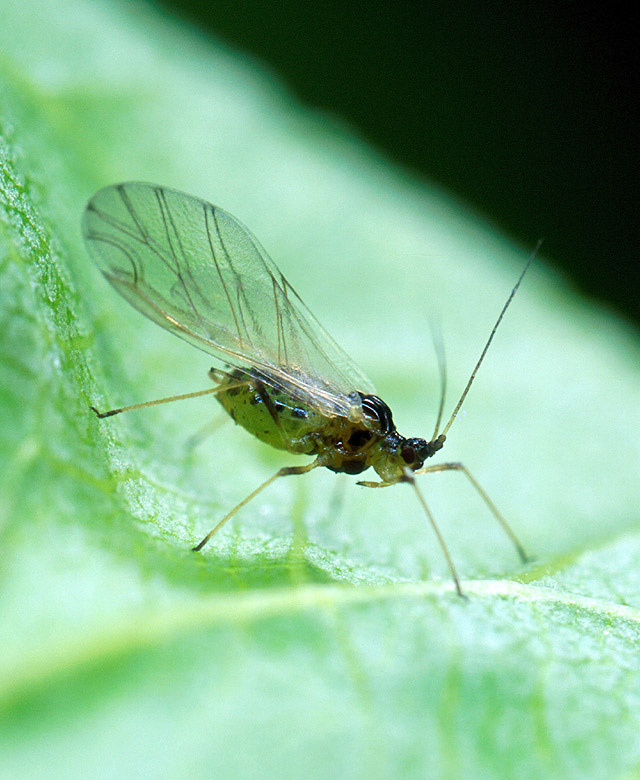
Myzus persicae, le puceron vert du pêcher, est l'un des vecteurs du virus de la sharka.

Le potyvirus de la sharka est responsable d’une maladie des végétaux affectant les espèces de fruits à noyau du genre Prunus, comme les pêchers, les nectariniers, les pruniers, les abricotiers, les amandiers et certaines variétés ornementales.
Le Plum pox virus (ou PPV) ne tue pas les arbres et n’affecte ni la santé des humains ni celle des animaux. 
Les principaux impacts concernent le rendement et la qualité de la récolte en rendant les fruits impropres à la consommation, par la création de fruits présentant notamment des difformités, des marques colorées de formes circulaires et d'un goût très acide. 
Il se transmet naturellement par le biais des pucerons et peut être par d'autres insectes piqueurs/suceurs (à confirmer), ainsi que par le greffage, le surgreffage et par le transfert de plants infectés.
Plusieurs espèces végétales du genre Prunus peuvent servir de réservoir viral pour le virus de la sharka, le type de réservoir et ses effets variant selon la souche de la sharka en cause, et l'espèce variétale infectée.
Quelques études ont suggéré la possibilité de transmission du virus par la graine (semis de noyaux provenant d'arbres infectés), mais le consensus scientifique international actuel s'oriente vers la non transmissibilité du virus par cette voie. En France, l'Institut national de la recherche agronomique (INRA) effectue des recherches sur la sharka depuis 1970. Ses travaux ont mis en évidence le rôle des pucerons vecteurs dans l'acquisition puis la retransmission du virus à partir d'un réservoir viral de la sharka vers d'autres espèces végétales saines.

## Symptômes
On observe des symptômes sur feuilles, sur fruits, sur rameaux de bois et sur les noyaux. Sur feuilles, les taches ou les anneaux diffus chlorotiques sont relativement discrets. Par contre, les fruits peuvent être très déformés par le virus, en présentant à leur surface des zones irrégulières, délimitées par des sillons plus ou moins profonds, de teinte bleuâtre. La chair de ces fruits, sclérifiée par endroits, est imprégnée de gomme. Les bois et les noyaux d'abricotiers peuvent aussi présenter ces anneaux de décoloration. Outre la dépréciation commerciale de nombreux fruits, les variétés à fruits violets peuvent présenter une chute prématurée des fruits avant la récolte.
Une difficulté que pose cette maladie est que l'extériorisation des symptômes de la sharka n'est pas immédiate. Pour les arbres fruitiers, elle peut avoir lieu 1, 2, 3, 4 ans et plus après la contamination.

## Traitement

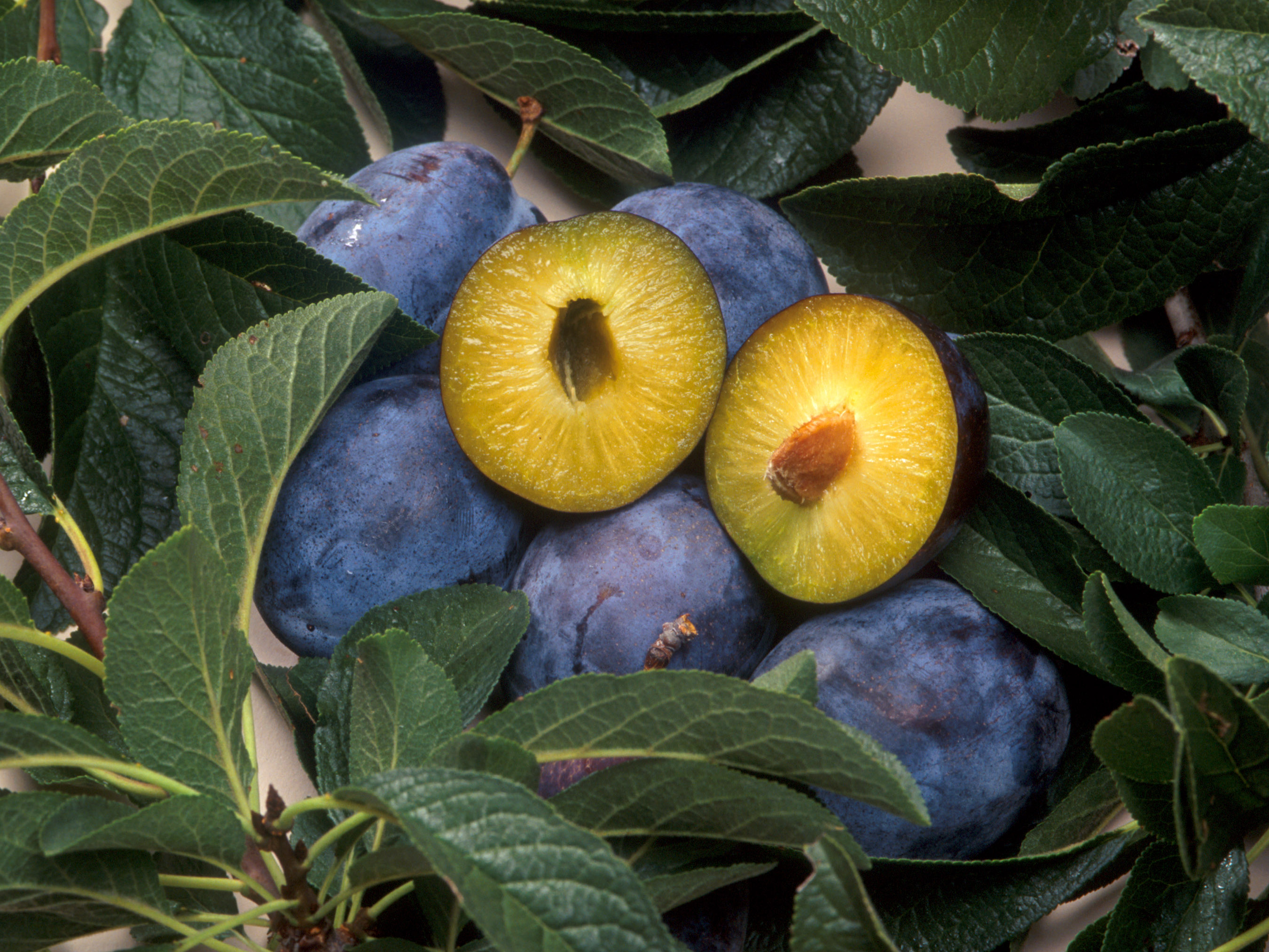
Variété OGM « C5 » de Prunus domestica résistant au sharka.

En cas d'infection, la seule solution reconnue comme efficace consiste à arracher et brûler les arbres atteints présentant les symptômes visuels de la sharka en raison du risque très grave de dissémination de la maladie. En second lieu, il faut créer autour de la zone contaminée un "vide sanitaire" en arrachant les autres espèces végétales servant de réservoir viral à la maladie afin de détruire les réservoirs de la sharka présents mais encore invisibles.
À titre préventif, on peut :
- Repérer les arbres atteints en hiver afin de pouvoir les arracher avant l'arrivée des pucerons vecteurs. Après vérification, il a été constaté que le repérage de symptômes sur rameaux indique bien la présence du virus, quelle que soit la souche (M, D, C ou EA), même si l'intensité des symptômes diffère selon les variétés. Ce repérage sur rameaux, complémentaire des autres techniques de prospection, est donc utilisable pour réaliser des prospections en hiver, période intéressante en pratique (personnes disponibles, période de prospection longue).

- Utiliser des porte-greffes, variétés ou plants greffés, sains. Certains pruniers OGM ont été développés en France et aux États-Unis mais ne sont pas disponibles dans le commerce. La résistance peut être transférée par hybridation avec d'autres individus. La plante transgénique ainsi obtenue produit une protéine qui la protège de l'infection ; la plante produit un acide ribonucléique messager qui est traité par le système de Post transcriptional gene silencing[1] (similaire au système d'ARN interférent).

- Effectuer des traitements aphicides (anti-pucerons) selon les conseils locaux.

- Signaler les cas de maladie aux services phytosanitaires locaux compétents et se conformer aux mesures réglementaires en vigueur.

## Confusion possible
Les symptômes sur fruits de la Sharka peuvent être confondus avec ceux de la fausse Sharka, due au virus des taches foliaires chlorotiques du pommier, rencontré sur certaines variétés de prunier.

## Biologie
Il existe 10 souches de PPV connues : PPV-D, PPV-M, PPV-Rec, PPV-EA, PPV-C, PPV-W, PPV-T, PPV-An, PPV-CR, PPV-CV. Ces souches peuvent infecter les espèces du genre Prunus et notamment les pêchers, les pruniers et abricotiers. La différenciation entre les souches D et M a été faite dès 1979. Si le PPV-D (isolat de référence: Dideron) semble être plus inféodé à l'abricotier, en revanche le PPV-M (isolat de référence: Markus) identifié sur pêcher est généralement d'une plus grande virulence naturelle par rapport à la souche D. Les souches PPV-C, PPV-CR et PPV-CV n'ont été détectées que sur le cerisier en conditions naturelles. En conditions artificielles (inoculation artificielle), toutes les souches sont capables de se multiplier sur les différentes espèces du genre Prunus et notamment les pêchers, les pruniers et abricotiers.
Trois souches sont présentes en France : la souche PPV-D apparue en 1969, et la souche PPV-M apparue au début des années 1980 et la souche PPV-Rec apparue en 2013.

## Distribution
| État de la maladie                                                                                        | Pays |
| --- | --- |
| Distribution réduite                                                                                      | Albanie, Autriche, Canada, Chypre, Tchéquie, France, Italie, Luxembourg, Moldavie, Norvège, Portugal, Sud de la Russie, Slovénie, Espagne, Syrie, Turquie, Ukraine, Royaume-Uni, États-Unis |
| Largement présent                                                                                         | Bulgarie, Croatie, Allemagne, Grèce, Hongrie, Pologne, Roumanie, Slovaquie |
| Introduit et établi                                                                                       | Açores, Bosnie-Herzégovine, Égypte, Ancienne URSS, Asie centrale, Inde, Lituanie |
| Introduit, en voie d'éradication                                                                          | Belgique, Pays-Bas, Suisse |
| Statut actuel inconnu                                                                                     | Chili, Danemark |
| Source : Levy et al. 2000. Plum Pox Potyvirus Disease of Stone Fruits. American Phytopathological Society | |

## Actualités
Depuis sa découverte en 1916 en Europe, la sharka a envahi progressivement la plupart des régions où croissent des Prunus et a commencé à s'étendre dans d'autres pays d'Europe, aux États-Unis, au Canada, au Chili et en Asie.
Depuis 2008 l'INRA coordonne le projet Sharco ("Sharka containment in view of EU expansion") financé par le 7e programme-cadre européen de recherche et de développement, et regroupant 17 partenaires de toute l'Europe. 

### En France
La souche PPV-D a été détectée en France pour la première fois en 1969. La souche PPV-M est quant à elle apparue au début des années 1980. La souche PPV-M est apparue dans cinq régions de grandes productions fruitières françaises, les Bouches-du-Rhône, les Pyrénées-Orientales, la Drôme, le Gard et la Corse. Depuis, la maladie s’est développée régulièrement de façon préoccupante, jusqu’à constituer à ce jour une menace grave pour les productions françaises de fruits à noyau issues de plantation d'arbres fruitiers de type Prunus. Elle persiste de façon préoccupante dans l’Ardèche et l’Isère et continue de s'étendre dans la Drôme et les Pyrénées-Orientales. Dans le département de la Drôme, l'importance de la maladie atteint des proportions telles qu'il apparaît impossible désormais de concevoir son éradication. 
En l’absence de traitement curatif et en attendant la mise au point de traitement alternatif, la France a décidé que la détection précoce et l’arrachage immédiat des arbres contaminés sont à ce jour le seul mode de lutte efficace contre le virus. C'est ce que l'on appelle en France la lutte collective et obligatoire. D'autres pays ont choisi quant à eux de laisser faire la contamination et d'adapter leur production en sélectionnant des espèces variétales de type Prunus qui développent peu les symptômes de la sharka et pour lesquelles il n'y a pas de perte de rendement, mais qui restent une source d'inoculum viral. La qualité organoleptique des fruits de ces variétés n'est toutefois pas toujours identique à celle obtenue par les variétés traditionnelles françaises, ni aux attentes liées au renouvellement variétal.  La création de nouvelles variétés résistantes adaptées aux conditions de culture de l'Europe occidentale pourra à terme répondre à cet objectif.

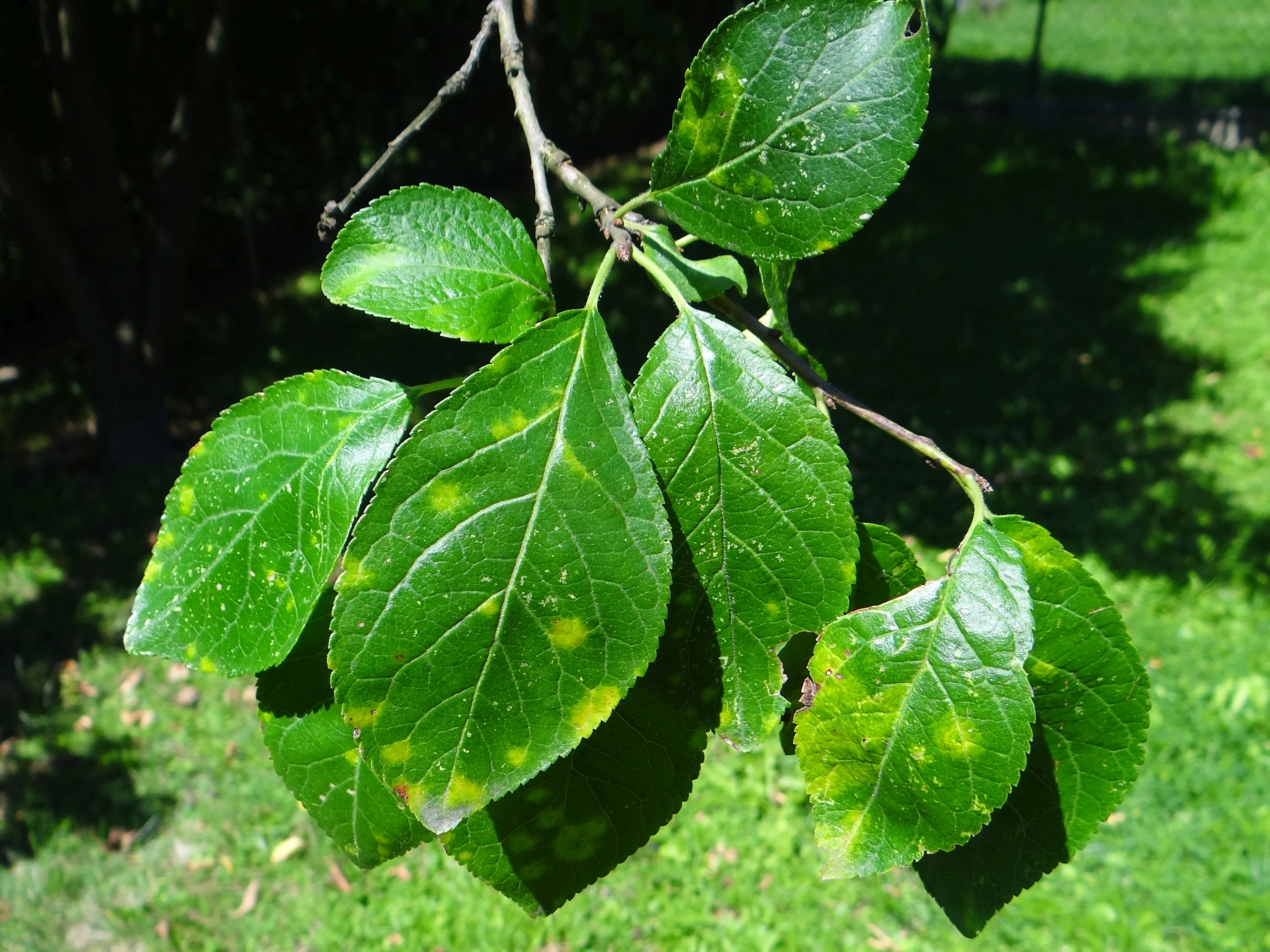
Feuilles d'un prunier atteint.

L'État français a mis en œuvre en 1993, soit 10 ans après que l'INRA et la protection des végétaux aient eu connaissance de la présence de la sharka dans les vergers de l'INRA, une politique de lutte collective et obligatoire qui repose sur deux volets. En premier lieu, on prend des mesures de confinement du virus ; en second lieu, l'Institut national de la recherche agronomique (INRA) met au point des variétés résistantes au virus. Afin de confiner la maladie, une prospection des symptômes visuels de la sharka est organisée chez les producteurs et les pépiniéristes. En cas de découverte d'un faible taux de plants contaminés, ceux-ci sont arrachés et détruits. Si un verger présente un taux important de contamination (5 %) le verger entier est arraché et détruit. Cette politique continue à s'appliquer actuellement, avec quelques adaptations. Notamment, la protection d’une région de culture repose désormais sur une prospection attentive des pépinières, des arboriculteurs et de tout transfert de plants ou de greffons depuis les zones infectées vers d'autres parties du territoire. Tout transfert de matériel végétal non contrôlé et ne bénéficiant pas d'un passeport phytosanitaire européen est par ailleurs strictement interdit. 
Quelques études ont suggéré la possibilité de transmission du virus par la graine (semis de noyaux provenant d'arbres infectés), mais le consensus scientifique international actuel s'oriente vers la non transmissibilité du virus par cette voie. Des travaux de l'Institut national de la recherche agronomique (INRA) ont aussi mis en évidence le rôle des pucerons vecteurs dans l'acquisition puis la retransmission du virus à partir d'un réservoir viral de la sharka vers d'autres espèces végétales saines. Ainsi, les fruits infectés pourraient aussi contribuer à transporter la sharka.
Depuis 1997, près d'une centaine de recours ont été introduits devant les tribunaux administratifs par des arboriculteurs afin d’engager la responsabilité de l’Institut national de la recherche agronomique dans l'introduction et la diffusion du virus de la sharka dans le sud de la France et celle du ministère de l'Agriculture, en raison d'un défaut dans les mesures de lutte mises en œuvre. Finalement, par deux arrêts du 7 août 2008, le Conseil d’État a jugé que la responsabilité de l'INRA "ne saurait être engagée" et que la faute de l'État n'était pas prouvée. Le ministère de l'Agriculture n'a pas commis de faute en déployant une stratégie de lutte en 1991 seulement, dans la région de Salon-de-Provence, puis dans le Gard en 1992. Ces décisions de 2008 ont été confirmées par le Conseil d'État par 17 arrêts du 14 décembre 2009. Par ailleurs, le Conseil d'État vient d'être saisi de la question responsabilité de l'État dans la Drôme, où la stratégie de lutte n'a été mise en œuvre que plus tardivement. 
En 2007, une charte de lutte et de prévention contre la sharka a été élaborée par le Ministère de l’Agriculture et l’INRA et transmise aux fédérations agricoles professionnelles concernées. Cette Charte vise à coordonner les efforts de tous dans la prévention et la lutte contre ce virus par la détection et l’arrachage précoce des arbres contaminés, « à la seule fin de rompre le cycle épidémique de la maladie ». Si les fédérations agricoles professionnelles concernées ont reconnu l'utilité des principes de cette Charte, certaines ont refusé d'y apposer leur signature, considérant que le contenu de cette Charte constitue pour l'essentiel un désengagement financier de l'État Français.
Le Centre Technique Interprofessionnel pour les Fruits et Légumes (CTIFL) travaille depuis 2000 sur des variétés d’abricotiers présentant des caractéristiques de résistance intéressantes, en collaboration avec l'INRA. Ces travaux conduits en milieu protégé et en zone fortement contaminée (Grèce) ont confirmé cette résistance et permis de tester ces variétés en situation de production dans la région nord de Valence. L’une de ces variétés a été présentée au public par l'INRA comme équivalente au Bergeron, mais son intérêt économique n'est pas démontré car elle est a priori trop précoce pour avoir un grand avenir commercial.

### Au Canada
Le virus de la sharka a été détecté pour la première fois en Ontario au printemps 2000. Depuis 2001, Agricorp et l'Agence canadienne d'inspection des aliments ont uni leurs efforts pour tenter d’éradiquer le virus de la sharka en Ontario. Selon un comité indépendant de spécialistes étrangers du virus de la sharka ayant analysé les résultats des tests réalisés en 2005, les occurrences sont à la baisse et son éradication est possible.